# Суперкубок Східного Тимору з футболу 2016
Суперкубок Східного Тимору з футболу 2016  — 1-й розіграш турніру. Матч відбувся 25 листопада 2016 року між чемпіоном Східного Тимору клубом Бенфіка (Лаулара) та володарем кубка Східного Тимору клубом Понта Лешті.
| Володар Суперкубка Східного Тимору 2016 |
| --------------------------------------- |
|                                         |
| Понта Лешті Перший титул                |

## Матч

### Деталі
| 25 листопада 2016 |

| Бенфіка (Лаулара) | 1:2      | Понта Лешті               |
| ----------------- | -------- | ------------------------- |
| Жуан Педру 12'    | Протокол | Токунага 26' Сілвейру 88' |

| Ештадіу Мальяна, Мальяна Арбітр: Селасіу да Сілва |